# Scinax nasicus
A Scinax nasicus a kétéltűek (Amphibia) osztályának békák (Anura) rendjébe és a levelibéka-félék (Hylidae) családjába tartozó faj.

## Előfordulása
A faj Brazíliában, Bolíviában, Paraguayban és Uruguayban él. Természetes élőhelye szubtrópusi vagy trópusi száraz erdők, nedves szavannák, mérsékelt klímájú bozótosok, szubtrópusi vagy trópusi nedves bozótosok, szubtrópusi vagy trópusi magashegyi bozótosok, mérsékelt klímájú rétek, szubtrópusi vagy trópusi időszakosan nedves vagy elárasztott síkvidéki rétek, édesvízi tavak, időszakos édesvízi tavak, édesvízi mocsarak, megművelt földek, legelők, ültetvények, kertek, lepusztult erdők, víztározók, csatornák és árkok.